# Zamek w Niemodlinie
Zamek w Niemodlinie (niem. Schloss Falkenberg) –  zamek w Niemodlinie, w powiecie opolskim, wpisany do rejestru zabytków województwa opolskiego.  Należy do najlepiej zachowanych tego typu obiektów w Polsce. Przez długi czas niedostępny dla zwiedzających, obecnie ponownie otwarty, stopniowo odzyskuje dawny blask dzięki pracom restauratorskim. Zamek zachwyca nie tylko swoją architekturą, ale także bogatą ofertą turystyczną – od historycznych wnętrz i podziemi, przez galerię ikon i wystawy tematyczne, po unikalne elementy jak średniowieczny system ogrzewania hypokaustum czy symboliczny Kamień Mocy. Dodatkowo w odrestaurowanej Powozowni na dziedzińcu Zamku Książęcego w Niemodlinie działa Restauracja 1313, łącząca 700 lat historii z pasją do regionalnych smaków.
Zabytkowa, późnorenesansowa budowla z elementami barokowymi oraz gotyckimi reliktami; rezydencja książąt opolskich, niemodlińskich i strzeleckich. Przestrzeń wokół zamku dopełnia Europejski Park Rzeźby, gdzie wśród starodrzewu i zabytkowych murów podziwiać można współczesne dzieła sztuki – rzeźby autorstwa artystów z całego świata. 
Na terenie zamkowych ogrodów znajdują się pomniki przyrody – okazałe, wielowiekowe drzewa, m.in. cisy pospolite, platan klonolistny, buk 'Purpurea', dąb czerwony i klon 'Schwedleri'. Spotkać tam można również żyjące na wolności daniele.

## Historia
W 1313 roku książę Bolesław Pierworodny, syn księcia opolskiego Bolka I, wzniósł nizinny, murowany zamek na miejscu XIII-wiecznego kasztelu, na wschodnim krańcu miasta, na lewym brzegu Ścinawy. Pierwotna, niewielka budowla średniowieczna wtopiła się całkowicie w późniejsze, nowożytne mury. Pozostałości gotyckiej zendrówki oraz fragmenty kamieniarki zauważalne są w południowo-zachodnim skrzydle zamku.

Następnie zamkiem władali synowie Bolesława Pierworodnego (Niemodlińskiego, 1293–1365): Bolesława II, Wacława i Henryka. Po śmierci Henryka (1345–1382) panami na zamku byli synowie Bolka III (1330–1382): Jan Kropidło, Bolko IV, Henryk II niemodliński oraz brat ojca Władysław Opolczyk, a od 1399 czwarty syn  – Bernard niemodliński. W 1428 r. zamek został zniszczony przez najazd husytów. Po śmierci Jana Dobrego (1460–1532) dobra przeszły do Habsburgów. Następnie Ferdynand I Habsburg zostawił je Izabeli Jagiellonce (Zapolya). W imieniu władców dobrami zarządzali starostowie Valetnin Prószkowski z Prószkowa i Wenzel Pückler z Szydłowca. Po katastrofalnym pożarze z 1552 r., obiekt został przejęty w zastaw przez hrabiego Mateusza von Logau, który następnie sprzedał go wraz z całym Niemodlinem Kasparowi von Pücklerowi, synowi Baltazara. W 1643 zamek ucierpiał w efekcie wojny trzydziestoletniej. W tym czasie dziedzicem był małoletni Seyfried von Promnitz (zm. 1650), którego matką była Polixena Pückler, córka Baltazara. Po śmierci Seyfrieda dobra otrzymał jego cioteczny brat Bernard von Zierotin. Następnie w 1655 jego syn Siegfried Erdmann (zm. 1708); potem jego syn Franz Ludwig (zm. 1731), a w 1748 Michael Zierotin (zm. 1779) do swojej bezpotomnej  śmierci. Pod koniec XVIII w. zamkiem władała rodzina Praschma, skoligacona ze Zierotinami: Jan Nepomucen II (1757–1822), z którego inicjatywy jako nowego właściciela, w zamku zmieniono wystrój wnętrz i dokonano licznych przeróbek na poszczególnych kondygnacjach. Kolejnym właścicielem był jego syn Fryderyk Wilhelm I (1786–1860), następnie kolejni potomkowie: Fryderyk Wilhelm II (1833–1909), jego syn Hans (1867–1935). Ostatnim przedstawicielem rodu Praschma, którego własnością był zamek w Niemodlinie, był do 1945 hrabia Fryderyk III Leopold, syn Hansa.

### Po II wojnie światowej
Po II wojnie światowej zamek był siedzibą: Państwowego Urzędu Repatriacyjnego, liceum, szkoły podoficerskiej. W roku 1990 zrujnowany i bezustannie dewastowany i rozkradany obiekt kupił prywatny inwestor. We wnętrzach zamku Jan Jakub Kolski nakręcił film Jasminum, który miał premierę w 2006 roku (do dziś zachowały się malowane na sklejkach obramowania filmowych cel mnichów na dziedzińcu, polichromia z ucieczką do Egiptu w pomieszczeniu nad bramą wjazdową i "witraże" z kolorowej folii w krużgankach). W tym samym roku właścicielem zabytku został łódzki Instytut Postępowania Twórczego. 
W 2015 roku zamek w Niemodlinie trafił w ręce nowego właściciela, spółki Centrum z Łodzi. Powołana została Fundacja na Rzecz Zamku Książęcego Niemodlin 1313. Prace remontowe doprowadziły do zabezpieczenia bryły nowymi dachami, osuszenia fundamentów, udrożnienia piwnic, dzięki czemu możliwe było otworzenie obiektu dla zwiedzających. W 2016 roku przy finansowym wsparciu Ministerstwa Kultury i Dziedzictwa Narodowego wymieniono na prawie 4 tys. m2 poszycie dachowe, układając „w łuskę” ok. 120 tys. dachówek. W planach jest wymiana stolarki, w tym wszystkich okien oraz renowacja elewacji. Ma ona, według nowatorskiej koncepcji, eksponować kolejne etapy budowy i rozbudowy zamku.
Zamek, dzięki promocji i atrakcjom – takim jak izba tortur, rozwijająca się galeria ikon, rosnąca kolekcja rzeźb, kopia Bursztynowej Komnaty w jednej z sal zamku, cykliczne imprezy kulturalne czy stado danieli zamieszkujących park – stał się jednym z najpopularniejszych obiektów turystycznych województwa opolskiego. W ciągu dwóch miesięcy 2017 roku odniósł zwycięstwa w konkursach Polskiej Organizacji Turystycznej. W listopadzie 2017 roku zdobył Certyfikat Internautów – Najlepszy Produkt Turystyczny 2017, a wcześniej – we wrześniu – zajął I miejsce w głosowaniu Top Zamki i Pałace w Polsce. Aktualnie (stan na 2025) istnieją dwie trasy turystyczne, z czego ta z przewodnikiem obejmuje:
- wejście na tereny parkowe z Europejskim Parkiem Rzeźby, Pomnikami Przyrody i możliwością spaceru z danielami
- most z figurami czterech świętych
- renesansowy dziedziniec wewnętrzny zamku
- neogotycką kaplicę
- piwnice zamkowe: krypty, galerię ikon, zbrojownię, wystawę alchemiczną, salę tortur, wystawę ceramiczną, winiarnię
- Tunel z Kamieniem Mocy (możliwość pobrania energetycznej ziemi)
- ekspozycję artystów współczesnych
- hypokaustum (średniowieczny system grzewczy)
- salę muzyczną
- bibliotekę (z oryginalnymi zamkowymi meblami)
- sypialnię

## Architektura

Neogotycka kaplica

Czteroskrzydłowy, wokół zasadniczo prostokątnego dziedzińca, skrzydło zachodnie z kwadratową wieżą bramną (w górnej części ośmioboczną), skrzydło wschodnie niższe (dwukondygnacyjne, pozostałe skrzydła - trzykondygnacyjne). W narożnikach dziedzińca częściowo wtopione w bryłę cztery wieże z klatkami schodowymi. Dachy mansardowe (skrzydła północne i południowe) oraz dwuspadowe (skrzydła wschodnie i zachodnie), hełm wieży dwukondygnacyjny, prześwitowy, późnobarokowy.  Elewacja wieży zdobiona sgrafitto. Nad prostym w wyglądzie portalem znajduje się kartusz z herbem von Praschma.
Nowożytna rezydencja budowana była w trzech etapach (1573–1577, 1589–1592, 1610). Fundatorami była rodzina Pücklerów, a od XVII w. kolejnych właścicieli zamku – Promnitzów. Czteroskrzydłowa budowla z prostokątnym dziedzińcem z arkadami, podobnie jak w nieodległych pałacach w Brzegu czy Prószkowie, inspirowana była renesansowymi założeniami krużgankowymi, w tym zamkiem na Wawelu. W tej fazie szczególnie efektowne było skrzydło kurtynowe od strony rzeki - z pomieszczeniami w przyziemiu i ażurowym krużgankiem na drugiej kondygnacji, otwierającym widok na dalsze otoczenie i rzekę poniżej zamku. 
Kolejne prace, w XIX w., doprowadziły m.in. do zamurowania arkad krużganków i przebudowy kaplicy.
Szczególnie charakterystyczna dla niemodlińskiego pałacu jest sylwetka wieży bramnej, ozdobionej techniką sgraffito. Zachowały się też elementy wyposażenia i dekoracji z różnych faz budowy (eklektyczne stiuki, klasycystyczny kominek w sali południowego skrzydła, ornamenty kolebkowego sklepienia, polichromowane kasetony stropów, neostylowe malowidła w kaplicy). Nad dawną fosą istnieje kamienny most ozdobiony rzeźbami świętych (Wendelina, Floriana, Antoniego Padewskiego, Jana Nepomucena).

## Europejski Park Rzeźby

Europejski Park Rzeźby A&A

Europejski Park Rzeźby A&A to wyjątkowa inicjatywa artystyczna, która narodziła się w 2011 roku w Pabianicach. Był to jeden z pierwszych tego typu projektów w Polsce, mający na celu prezentację rzeźby współczesnej w naturalnej przestrzeni parkowej. W maju 2011 roku odbył się inauguracyjny plener rzeźbiarski z udziałem artystów z Mołdawii, Szwecji, Meksyku, Włoch i Polski. Już w czerwcu pierwsi odwiedzający mogli podziwiać efekty tej międzynarodowej współpracy – monumentalne i kameralne dzieła, które wpisały się w zielony krajobraz pola golfowego.  Na przestrzeni lat kolejne rzeźby wzbogacały park, a dzięki współpracy z artystami z całego świata, miejsce zyskało rangę międzynarodowego centrum sztuki plenerowej. Obecnie w Pabianicach można podziwiać 18 unikalnych rzeźb, które stanowią trwały ślad wieloletniego dialogu kultur i form rzeźbiarskich. 
Pod koniec 2022 roku narodziła się koncepcja rozszerzenia idei Europejskiego Parku Rzeźby o nową lokalizację – Zamek Książęcy Niemodlin w województwie opolskim. Ten ponad 700-letni zamek, będący jednym z najpotężniejszych i najcenniejszych zabytków w Polsce, stał się idealnym tłem dla współczesnej rzeźby. Otaczający go park, zaaranżowany w stylu angielskim w XVIII wieku, zawiera wiele pomnikowych drzew – niektóre liczą sobie ponad 100 lat. Wraz z pobliskim arboretum w Lipnie, tworzy spójną przestrzeń przyrodniczo-historyczną, która dziś staje się także przestrzenią artystyczną. 
W dniach 31 lipca – 15 sierpnia rokrocznie odbywa się wydarzenie plenerowe Międzynarodowy Plener Rzeźbiarski na Zamku Książęcym Niemodlin, gromadząc wybranych twórców z Polski i zagranicy, którzy na miejscu realizują swoje autorskie projekty.  To wyjątkowe wydarzenie artystyczne, odbywające się w ramach Europejskiego Parku Rzeźby A&A. To okazja do spotkania z twórczością artystów z różnych stron świata oraz do obserwowania procesu powstawania rzeźb w niezwykłym otoczeniu historycznego zamku i parku angielskiego. 
Plener to nie tylko artystyczne wydarzenie – to także żywa galeria, która zmienia się z każdą edycją i stanowi integralną część kulturalnego krajobrazu regionu.
Pierwsza edycja pleneru w 2023 roku spotkała się z bardzo pozytywnym odbiorem. Wzięli w niej udział artyści z Polski, Korei Południowej i Wielkiej Brytanii, a ich prace można dziś oglądać w przestrzeni ogrodowej wokół zamku – jako stałą wystawę w ramach Europejskiego Parku Rzeźby A&A w Niemodlinie. W drugiej edycji do rzeźb dołączyły takie dzieła jak „One who cannot live in the present", "Przepływ", "Szyszka" czy "Marzyciel".  

## Niemodliński Kamień Mocy

Kamień Mocy - Anna Majsterek

"Tak skończyły się wszelkie problemy i waśnie na ziemiach Polan. W miejscu magicznego kamienia został zbudowany potężny zamek. Odtąd Kamień Mocy spełniał życzenia Siemomysła, później Mieszka, a po nim jego syna Bolesława, pierwszego króla Polski. Przez stulecia kolejni królowie korzystali z magii kamienia. Dziś każdy, kto odwiedzi Zamek Książęcy w Niemodlinie, może spełnić swe życzenie. Wystarczy dotknąć magicznego Kamienia Mocy, ukrytego głęboko w zamkowych lochach."
fragment książki Anny Majsterek "Tajemnice zamku w Niemodlinie: Kamień Mocy"
Niemodliński kamień, czakram ukryty wśród murów zamku ma ogromną energię, którą zaprezentowały badania radiestezyjne. Wśród okolicznych mieszkańców od wieków krążą legendy o niezwykłej mocy kamienia i silnej energii otaczającej zamek. 
Niemodliński kamień mocy wspomina również Ewa Kassala, która w swojej książce "Czas Bogini" przedstawia Mieszka, jeszcze przed przyjęciem chrztu, który spotyka swoją ukochaną na polanie gdzie jest źródło i wielkim kamień, a oni tam „przenikali się wzajemnie”:
„Na przestronnej polanie otoczonej starymi dębami, ujrzała duży kamień. Kamień, rozkazała sobie, zapamiętaj ten kamień, on jest ważny. […] Byli tylko oni. Na polanie przy wielkim kamieniu. Byli z sobą, jakby świat miał się skończyć następnego dnia. Kochali się, płacząc i śmiejąc się na przemian, szepcząc do siebie, przytulając się. Zapomnieli o przeszłości, nie myśleli o tym, co miało nadejść. Byli tylko oni. Na polanie, przy wielkim kamieniu. Tylko dla siebie: córka wilczycy – strażniczka – wiedźma Ragana i Mieszko – książę Polan, Król Północy, ten, który dla swojego ludu miał rozpocząć nową epokę." 
Obecnie „kamień mocy” dumnie prezentuje się przy wejściu do lochów na Zamku Książęcym w Niemodlinie. 

## Restauracja 1313

Karp po niemodlińsku

W odrestaurowanej Powozowni na dziedzińcu Zamku Książęcego w Niemodlinie mieści się Restauracja 1313. 
Restauracja 1313 mieści się w historycznej Powozowni, której korzenie sięgają XVII i XIX wieku. Po trzyletniej, starannej renowacji, budynek odzyskał dawny blask, zachowując oryginalne elementy i historyczny charakter. Wnętrza łączą surowe, zabytkowe detale z nowoczesnym komfortem, tworząc elegancką i wyjątkową atmosferę.
Jedną z największych atrakcji Restauracji 1313 jest możliwość zjedzenia posiłku w jednym z czterech oryginalnych boksów stajennych. Zachowano ich historyczne wymiary i styl, tworząc niezwykle kameralne i unikalne przestrzenie.
Menu Restauracji 1313 to hołd dla lokalnych produktów i tradycji kulinarnych Opolszczyzny. Kuchnia bazuje na składnikach z najbliższej okolicy – ryby pochodzą ze stawów oddalonych o zaledwie 100 metrów od zamku, a dziczyzna z okolicznych lasów. Krótkie, sezonowe menu pozwala skupić się na najwyższej jakości i świeżości, podkreślając autentyczne smaki regionu, w tym słynnego karpia po niemodlińsku.

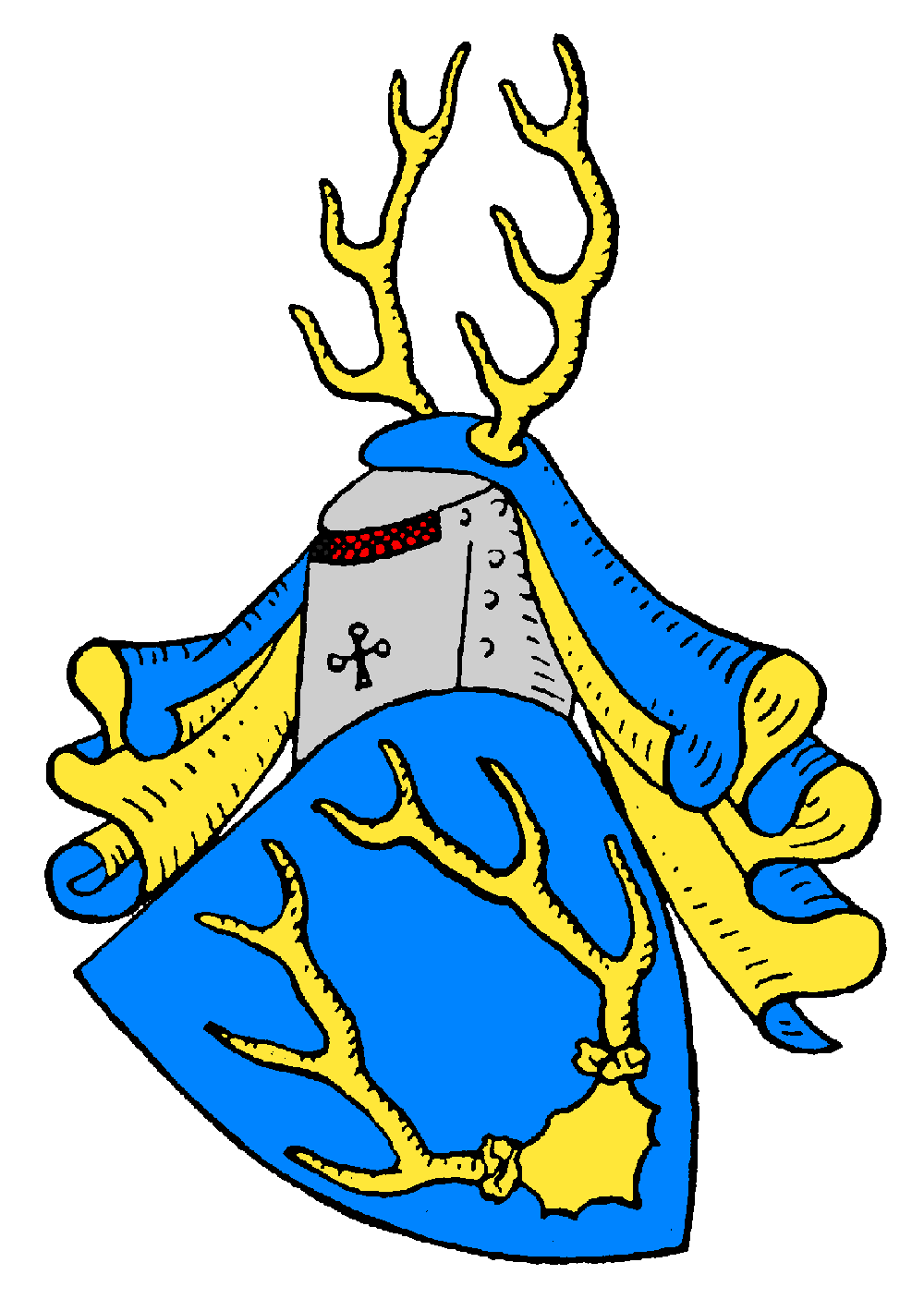
Herb Praschma na wieży bramnej
Dziedziniec od bramy wjazdowej
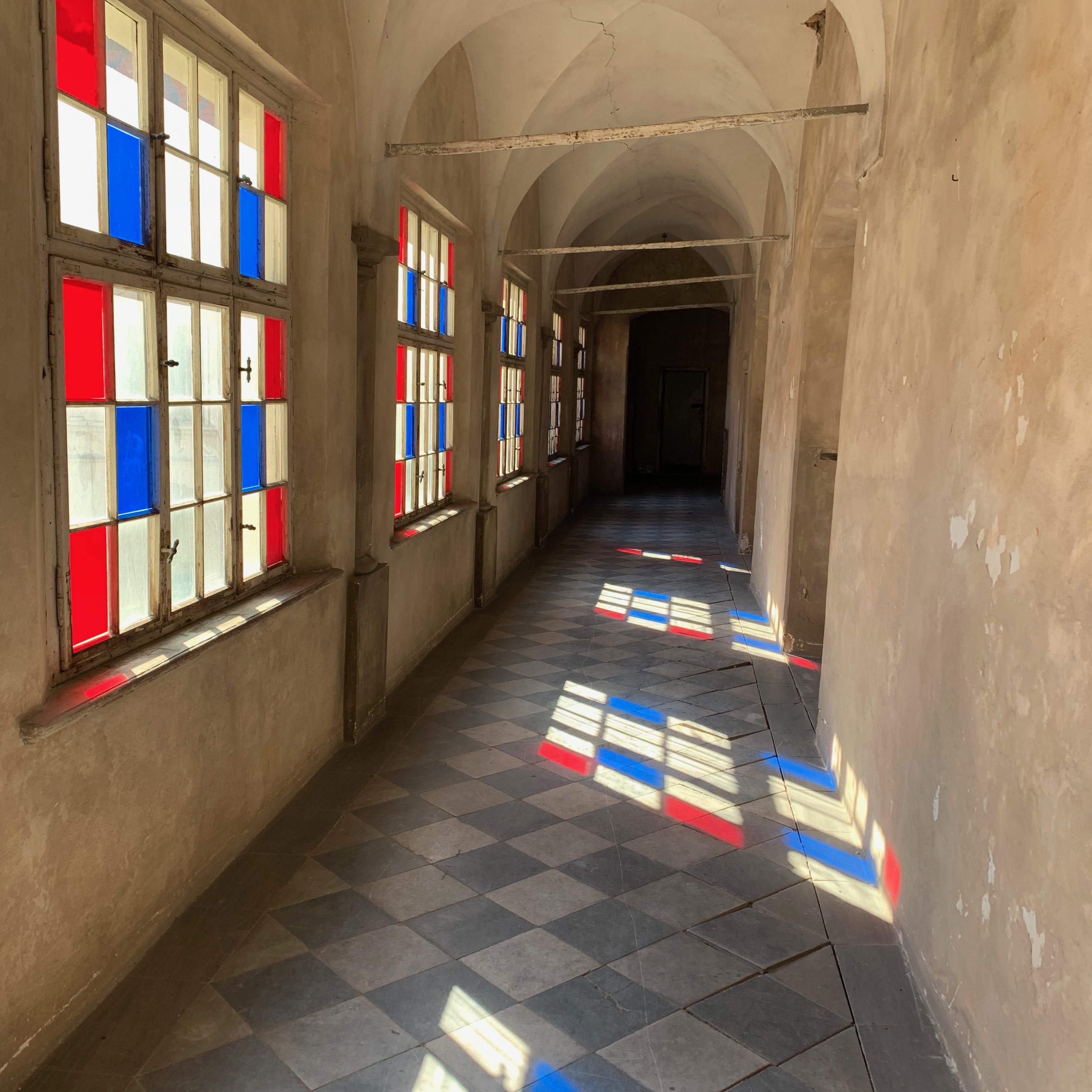
Krużganek skrzydła zachodniego
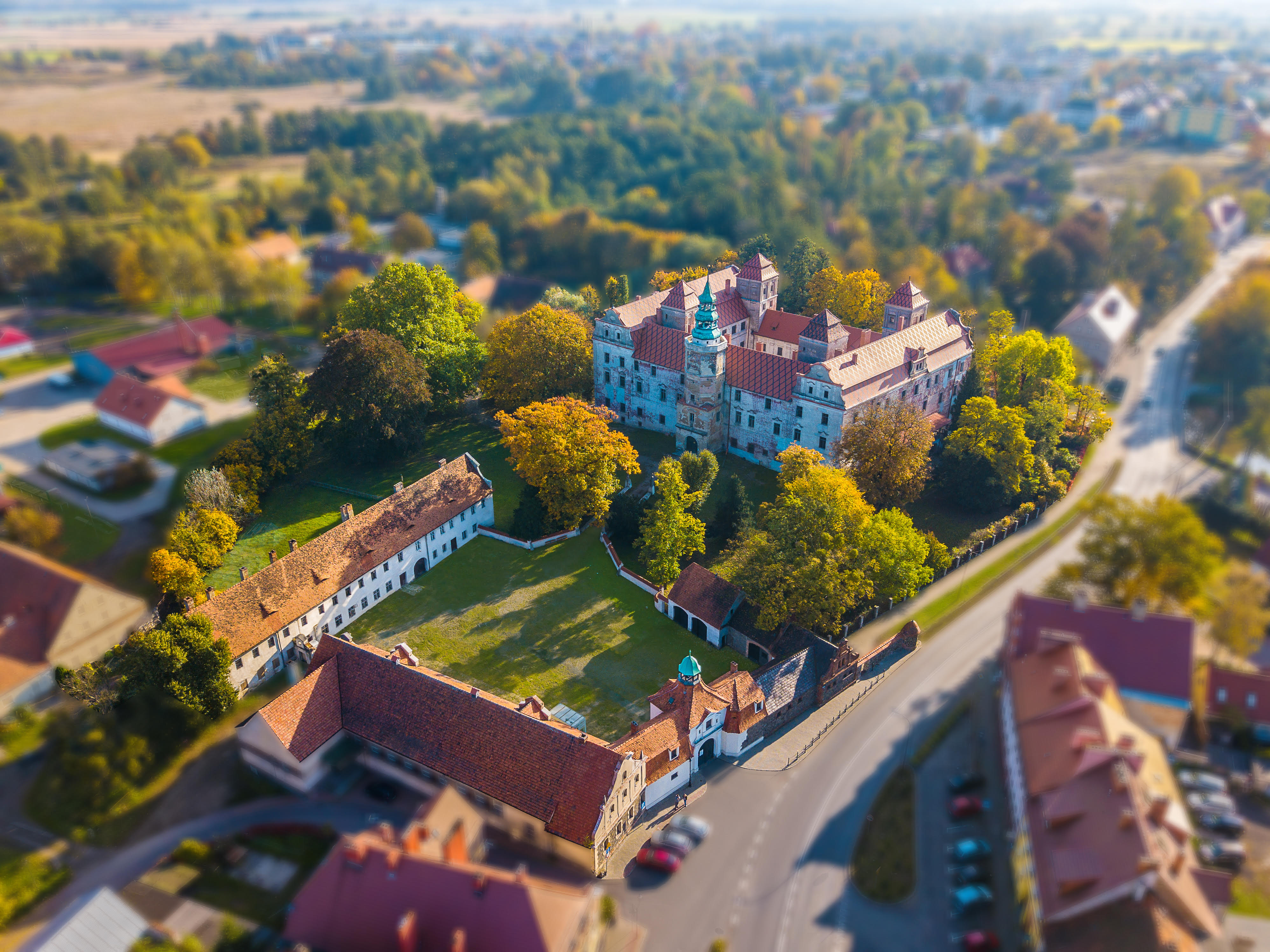
Widok na zamek z lotu ptaka
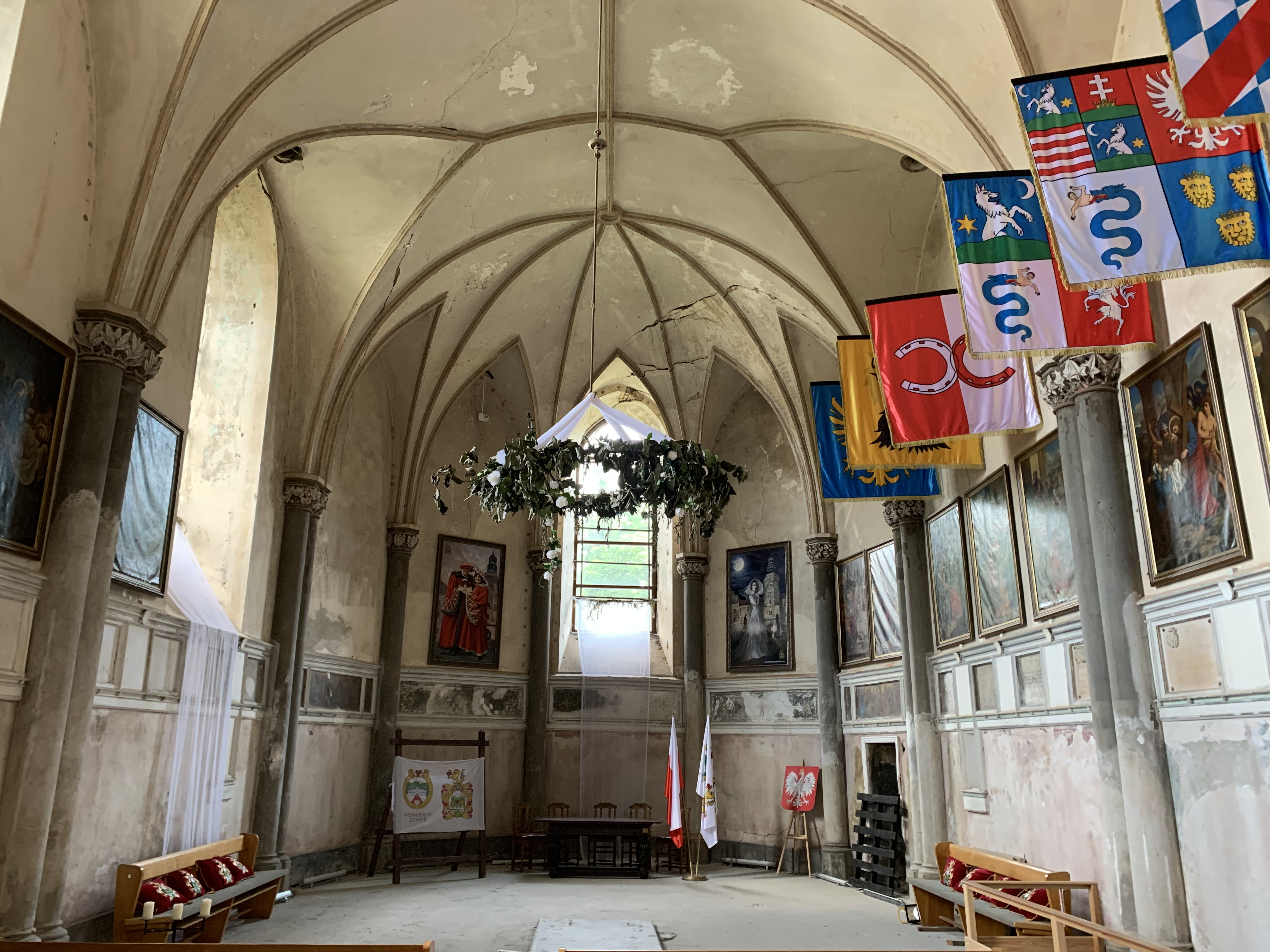
Flagi: Logau, Zápolya, Prószkowski,  Pückler[16], ks. opolskiego
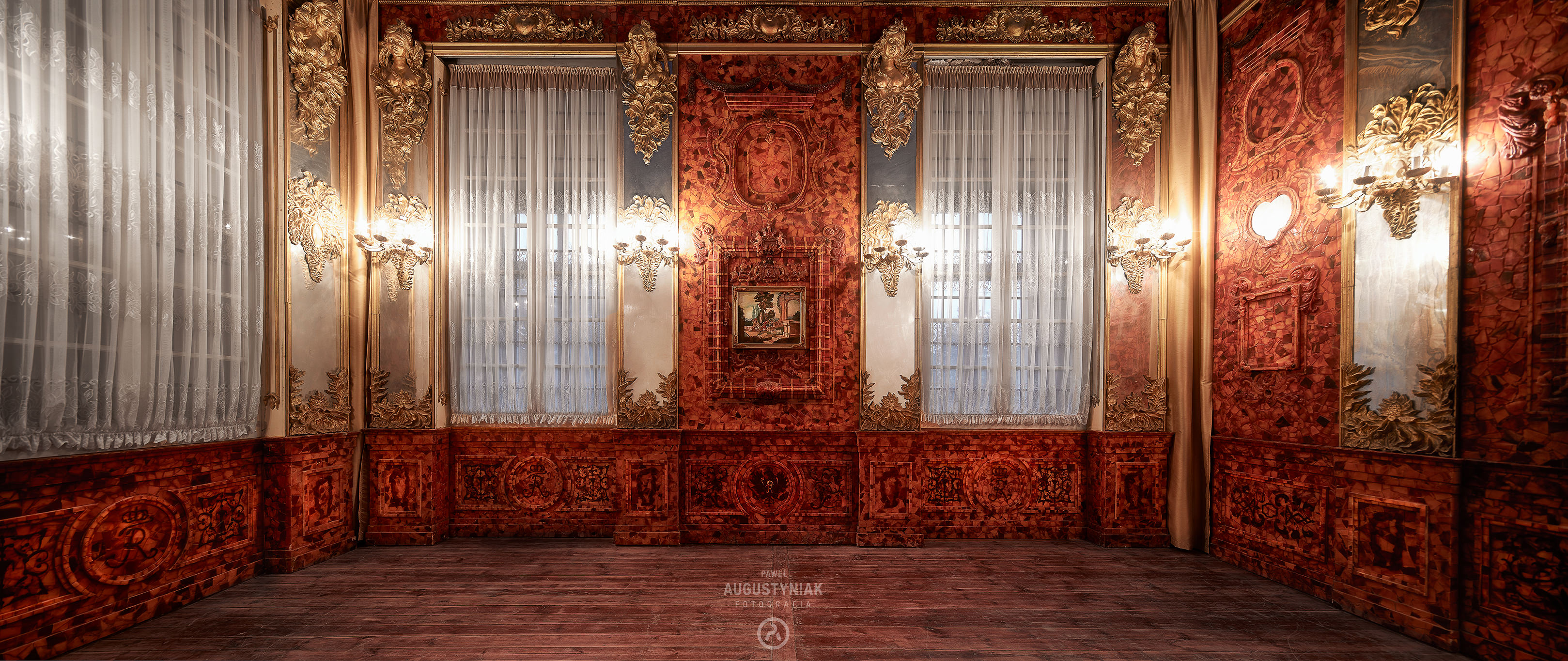
Kopia Bursztynowej Komnaty
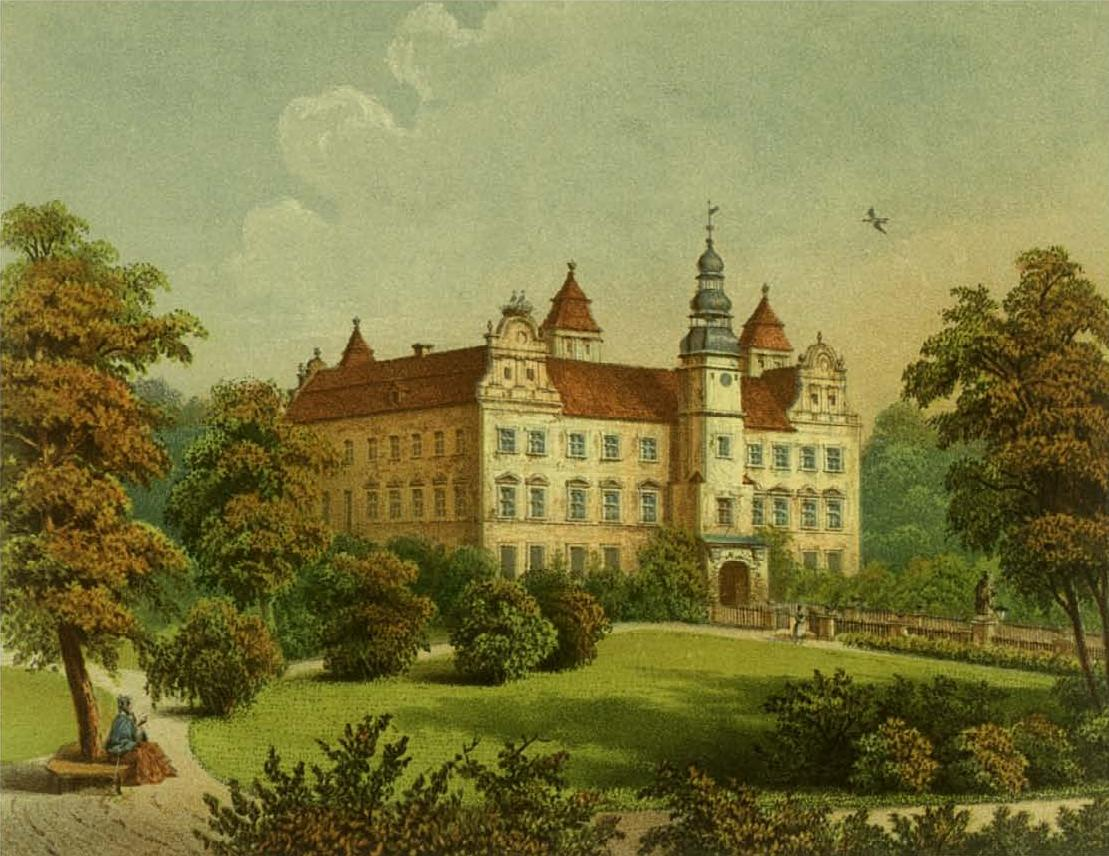
Zamek w II połowie XIX w.
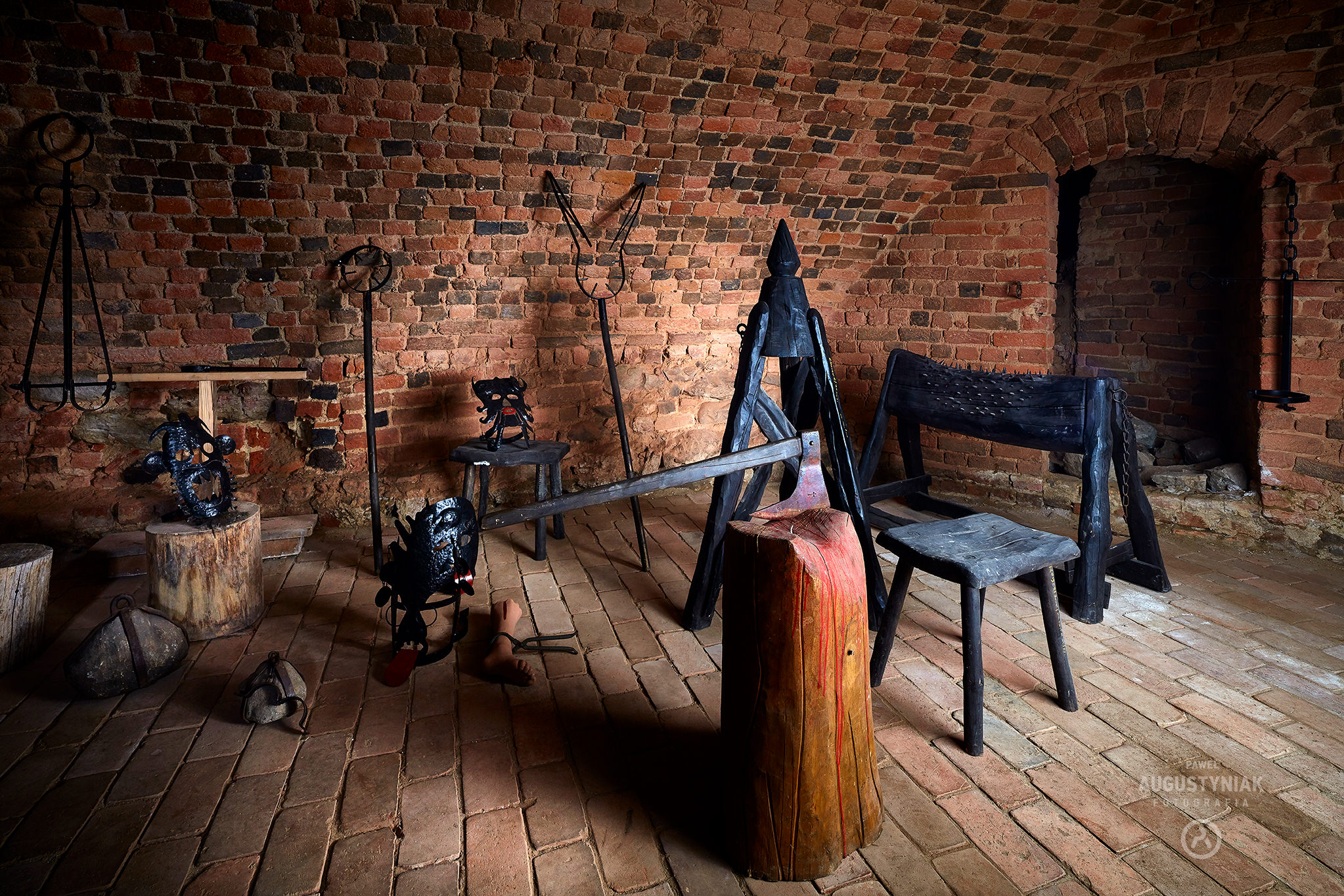
Izba tortur
Daniel
Renesansowy dziedziniec wewnętrzny zamku
Most z figurami czterech Świętych
Galeria Ikon
Winnica